# 木头姑娘
《木头姑娘》是一部中国上海美术电影制片厂制作的木偶动画，于1958年上映。

## 剧情简介
老木匠将一株枯木雕刻成了一个姑娘的模样，老画匠看到这个木头姑娘后，给她绘上了美丽的颜色，老银匠又给她造了一副银饰。木头姑娘被打扮得十分漂亮，栩栩如生。一位牧马的青年看见木头姑娘后，深深地爱上了她，并用歌声打动了木头姑娘，使木头姑娘拥有了生命。正当木头姑娘要与青年并肩离去时，木匠、画匠和银匠追过来与青年争执，四人均认为木头姑娘应属于自己……